# Joaquim da Nóbrega Cão de Aboim
 Joaquim da Nóbrega Cão de Aboim   (Vila Real de Trás-os-Montes, Portugal — Brasil) foi um Presbítero secular português foi durante alguns anos prior de São Julião, em Lisboa, sendo depois elevado a monsenhor e a cónego da Sé Patriarcal. 
Parece que pertenceu à Congregação do Oratório, para onde entrou em 17 de Setembro de 1757. Acompanhou a família real ao Brasil, mas regressou a Lisboa, no ano 1823. 

## Publicou
- Oração fúnebre em 1788;
- Oração panegírica em 1789;
- A Vida de São Julião, em 1790;
- Jónio em Lisboa;
- Ode pindérica, em 1801;
- Elogio histórico em 1813.